# Hintere Rotspitze
Die Hintere Rotspitze (italienisch Cima Rossa di Saènt) ist ein 3347 m hoher Berg im Zufrittkamm, an diesem Abschnitt auch Marteller Hauptkamm genannt, einer Bergkette der Ortler-Alpen in den südlichen Ostalpen. Sie liegt genau auf der Grenze zwischen den italienischen Provinzen Bozen – Südtirol und Trient im Nationalpark Stilfserjoch. Nach Nordosten, Südosten und Westen sendet sie teilweise mit Firn bedeckte Grate aus. Der leicht erreichbare Gipfel bietet eine gute Aussicht. Zuerst bestiegen wurde die Hintere Rotspitze im Juni 1866 durch den englischen Alpinisten Francis Fox Tuckett und den Schweizer Bergführer Melchior Anderegg vom Sällentjoch aus.

## Lage und Umgebung
Die Hintere Rotspitze liegt am Scheitelpunkt zwischen dem Martelltal, Rabbi-Tal und Peio-Tal. Sie ist im Norden, Nordwesten und Süden von Gletschern umgeben, der Gramsenferner reicht mit seinem Firn bis zu den Graten nach Norden und Westen hinauf, im Süden erstreckt sich die große Fläche der Vedretta di Careser. Benachbarte Berge im weiteren Verlauf des Marteller Hauptkamms sind im Nordosten, getrennt durch das auf 2965 m Höhe gelegene Sällentjoch, die Sällentspitze mit 3215 m Höhe, sowie im Westen die Hintere Schranspitze mit 3357 m und in der Folge die drei Veneziaspitzen. Nach Südosten zweigt an der Hinteren Rotspitze der lange Careser-Kamm ab, in dem die Cima Mezzana (3172 m) der nächstgelegene Gipfelpunkt ist.

## Stützpunkte und Besteigung
Der Weg von Francis Fox Tuckett und Melchior Anderegg im Juni 1866 führte im Rahmen einer Überschreitung des Sällentjoches als Abstecher über den Nordostgrat zum Gipfel. Sie brachen in Bagni di Rabbi auf, um einen Übergang ins Martelltal zu erkunden. Dieser Weg ist auch heute noch als leichtester Anstieg der Normalweg. Als Stützpunkt kann das vom Rabbi-Tal zugängliche Rifugio Dorigoni (2437 m) dienen, von dem aus der Weg in einer Gehzeit von dreieinhalb Stunden in nordwestlicher Richtung hinauf zum Sällentjoch und weiter zum Gipfel führt. Julius Payer kam am 1. September 1867 vom Careser-Gletscher über den Westgrat zur Hinteren Rotspitze. Die Grate sind leichte Anstiege, führen aber teilweise durch Firn und als Hochtour über Gletscher.